# Thị xã trong tầm tay
Thị xã trong tầm tay là một bộ phim tâm lý, đặt trong bối cảnh cuộc Chiến tranh biên giới Việt – Trung của đạo diễn Đặng Nhật Minh, ra mắt năm 1983.

## Nội dung
Mọi chuyện xảy ra ở thị xã Lạng Sơn vừa ngay sau cuộc Chiến tranh biên giới Việt – Trung. Vũ, một nhà báo, lên Lạng Sơn làm phóng sự về tình hình thị xã sau khi quân Trung Quốc tàn phá và rút về bên kia biên giới. Những ký ức của anh về đất Lạng Sơn, về mối tình đã xa với Thanh, cô bạn gái từ thuở sinh viên, về thân phận con người thời chiến lần lượt hiện về giữa một xứ Lạng đổ nát, giữa sự hoang tàn mà chiến tranh để lại song hành cùng với sự tàn khốc và vô nghĩa của nó.

## Kĩ thuật

### Sản xuất
- Thư ký đạo diễn: Nguyễn Văn Quang
- Thiết kế mĩ thuật: Nguyễn Văn Vy
- Dựng phim: Nguyễn Việt Nga
- Hóa trang: Nguyễn Thị Lam
- Ánh sáng: Nguyễn Thiệp, Hồ Văn Tốn
- Phục trang: Quế Anh
- Dựng cảnh: Phạm Xuân Hạnh
- Đạo cụ: Tạ Hùng
- Tiếng động: Minh Tâm
- Khói lửa: Hoàng Trọng Thản

và Dàn nhạc Hãng phim truyện Việt Nam (nhạc trưởng Vũ Lương)

### Diễn xuất
- Quế Hằng... Thanh
- Tất Bình... Vũ
- Văn Hòa... Chủ hiệu thuốc bắc
- Quốc Trọng[2]... Chiến sĩ trẻ
- Hoàng Yến... Mẹ Thanh
- Đặng Nhật Minh... Nhà báo Nhật
- Hoài Linh... Thám báo
- Khang Hy... Hoa kiều
- Trường Thanh
- Hoàng Oai
- Nguyễn Mạnh Hùng

## Hậu trường

### Phê bình
Tác phẩm điện ảnh này đã làm nên tên tuổi đạo diễn Đặng Nhật Minh, mở đường cho những sáng tạo độc đáo của ông trong những bộ phim nổi tiếng hơn sau này. Thị xã trong tầm tay kể câu chuyện buồn man mác giữa bối cảnh khốc liệt, bằng một ngôn ngữ điện ảnh mới mẻ, giàu chất thơ.

### Vinh danh
- Giải thưởng Bông Sen Vàng, giải kịch bản phim xuất sắc và quay phim xuất sắc - Liên hoan phim Việt Nam VI (1983)
- Giải thưởng Hồ Chí Minh đợt III (2005)